# Amelia Baldeón Iñigo
Amelia Baldeón Iñigo (Vitoria, 30 de abril de 1950) es una arqueóloga española que fue directora del Museo de Arqueología de Álava.

## Biografía
Estudió Historia en la Universidad de Deusto. Fue alumna de José Miguel de Barandiarán. En su etapa universitaria se interesó por la arqueología, participando en muchas excavaciones vinculadas a la prehistoria. Con la tesis "Las industrias de piedra del hombre de Neardenthal", se doctoró en Prehistoria, con especialidad en Paleolítico.

### Trayectoria laboral
En 1975 trabajó como profesora del Colegio Universitario de Vitoria (EHU). En sus actuaciones arqueológicas  destacan Fuente Hoz (Anúcita), El Montico de Charratu (Albaina, Condado de Treviño) o Murba (Torre, Condado de Treviño). También trabajó en el yacimiento de Atapuerca en la excavación desde el Neolítico hasta la Edad del Bronce, en "El Portal de la Cueva Mayor". Durante 4 años fue directora de Patrimonio de la Diputación Foral de Álava. Posteriormente, participó en el Consejo Internacional de Museos. Su labor y faceta más conocida es su etapa como directora del Museo de Arqueología de Álava hasta el año 2009. A continuación, trabajó como directora del Museo de Armería de Álava, hasta su jubilación, en 2013.
Fue miembro del comité de redacción de la revista científica Munibe. Es presidenta por Álava en la Real Sociedad Bascongada de los Amigos del País.

## Premios y reconocimientos
- Primera mujer de Vitoria que recibió la medalla de oro de la ciudad, en 2008.[8]